# 204
204（二百四、にひゃくよん）は自然数、また整数において、203の次で205の前の数である。

## 性質
- 204は合成数であり、約数は 1, 2, 3, 4, 6, 12, 17, 34, 51, 68, 102 と 204 である。
  - 約数の和は504。
    - 47番目の過剰数である。1つ前は200、次は208。

  - 約数の和の平均が整数になる7番目の数である。1つ前は184、次は248。
- 204 = 12 + 22 + 32 + 42 + 52 + 62 + 72 + 82
  - 8番目の四角錐数である。1つ前は140、次は285。
  - 8連続自然数の平方和とみたとき最小の数である。次は284。ただし8連続整数の平方和とみたとき最小は140。(オンライン整数列大辞典の数列 A276026)
- 2042 + 1 = 41617 であり、n2 + 1 の形で素数を生む35番目の数である。1つ前は184、次は206。
- 双子素数の和で表せる9番目の数である。1つ前は144、次は216。
204 = 101 + 103
- 連続する6つの素数の和として表せる9番目の数である。1つ前は180、次は228。
204 = 23 + 29 + 31 + 37 + 41 + 43
- 61番目のハーシャッド数である。1つ前は201、次は207。
  - 6を基とする8番目のハーシャッド数である。1つ前は 150 、次は 222 。
- 4連続素数の平方和で表せる2番目の数である。1つ前は87、次は364。
204 = 32 + 52 + 72 + 112
- 約数の和が204になる数は1個ある。(134) 約数の和1個で表せる46番目の数である。1つ前は200、次は212。
- 各位の和が6になる14番目の数である。1つ前は150、次は213。
- 204 = 22 + 22 + 142 = 22 + 102 + 102
  - 3つの平方数の和2通りで表せる48番目の数である。1つ前は203、次は210。(オンライン整数列大辞典の数列 A025322)
- 1/204 = 0.004901960784313725… (循環節の長さは16)
  - 逆数が循環小数になる数で循環節が16になる11番目の数である。1つ前は187、次は255。
- 204 = 4 + 4 + 4 + 43 + 43 + 43
  - n = 4 のときの 3n3 + 3n の値とみたとき1つ前は90、次は390。(オンライン整数列大辞典の数列 A119536)
- 204 = 8 × 33 − 4 × 3
  - x = 3 のときの 第二種チェビシェフ多項式U3(x) = 8x3 − 4x の値とみたとき1つ前は56、次は496。(オンライン整数列大辞典の数列 A144138)
- 204 = 22 × 3 × 17
  - 3つの異なる素因数の積で p2 × q × r の形で表せる10番目の数である。1つ前は198、次は220。(オンライン整数列大辞典の数列 A085987)
- 204 = 202 − 196
  - n = 20 のときの n2 − 142 の値とみたとき1つ前は165、次は245。(オンライン整数列大辞典の数列 A132770)
- n = 204 のときの n2 の値は4番目の平方三角数41616になる。1つ前は35、次は1189。(オンライン整数列大辞典の数列 A001109)

## その他 204 に関連すること
- 西暦204年
- プロ野球のシーズン最多三振記録はラルフ・ブライアントの204個である。
- プジョー・204はプジョー社がかつて生産した乗用車。
- 年始から数えて204日目は7月23日、閏年は7月22日。
- 第204代ローマ教皇はインノケンティウス7世（在位：1404年10月17日～1406年11月6日）である。